# Santa Maria di Nazareth (Sestri Levante)

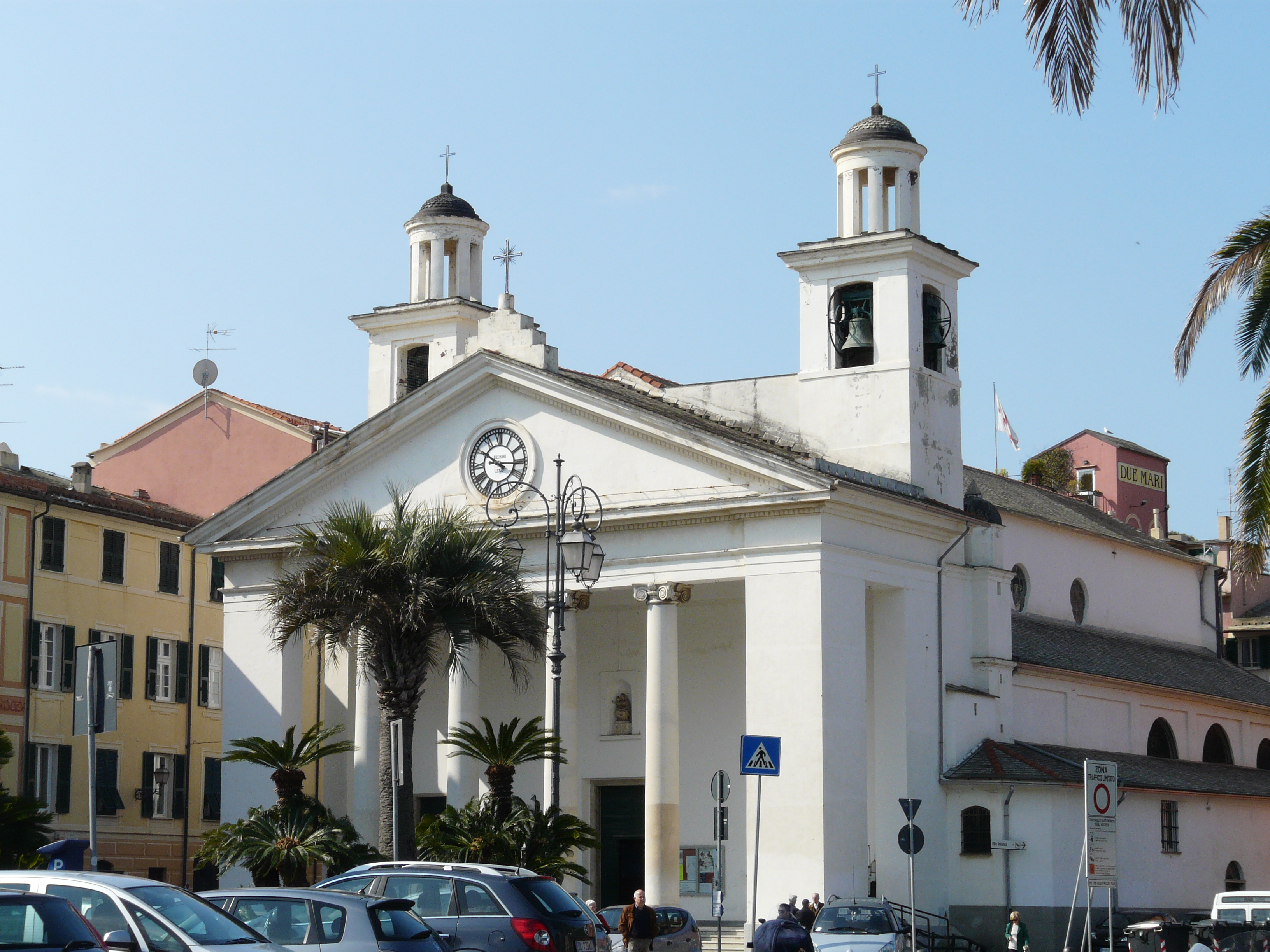
Basilika Santa Maria di Nazareth

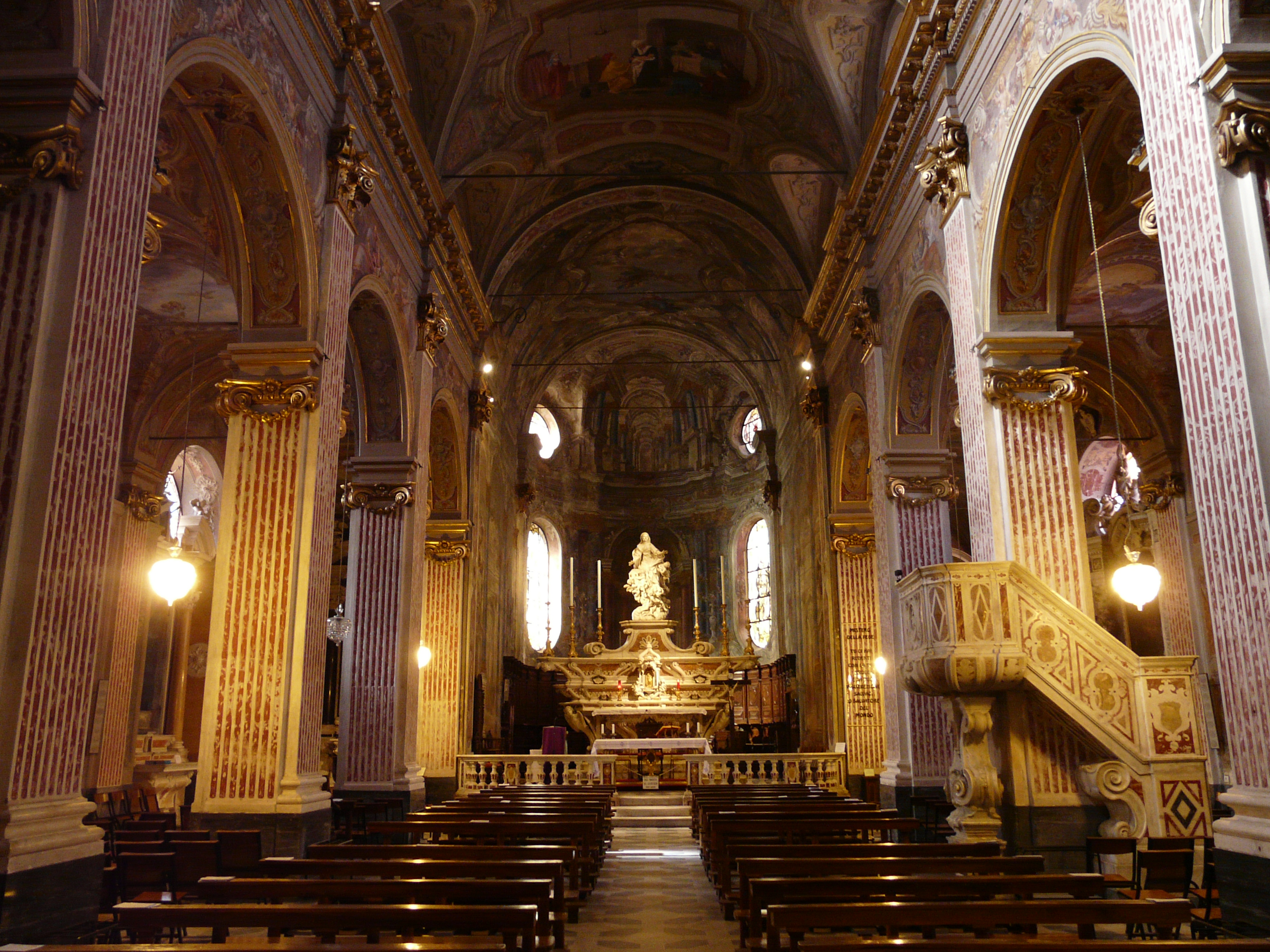
Innenraum

Die Basilika Santa Maria di Nazareth ist eine römisch-katholische Kirche in Sestri Levante im Osten der Metropolitanstadt Genua in der italienischen Region Ligurien. Die Pfarrkirche des Bistums Chiavari hat den Rang einer Basilica minor. Die Kirche wurde Anfang des 17. Jahrhunderts im Stil der Renaissance errichtet und erhielt im 19. Jahrhundert ein klassizistisches Portal.

## Geschichte
Bereits 1368 ist eine kleine, Maria von Nazareth geweihte Kapelle belegt, doch erst 1604 wurde nach der Abtretung eines Grundstücks durch einen örtlichen Adeligen mit dem Bau eines neuen Kirchengebäudes begonnen. Dieses wurde auch wegen der endgültigen Zusammenlegung der Landenge mit der Landzunge, der so genannten „Isola“, notwendig, die zu einer neuen Ausdehnung des Dorfes Sestri Levante selbst führte. Die ältere Kirche San Nicolò, die sich auf der Spitze der Isola befindet und bereits Sitz der Gemeinde war, wurde danach als zu klein angesehen.
Die Arbeiten an dem Gebäude wurden dem Architekten Gio Batta Carbone anvertraut, der das Werk fast zwölf Jahre später vollendete. Sie wurde anstelle von San Nicolò zur Konkathedrale des Bistums Brugnato ernannt und war von 1675 bis 1725 Sitz der Diözesansynoden und vom 16. bis zum 18. Jahrhundert Sitz der Bischöfe der Diözese. Die 1755 zur Stiftskirche erhobene Kirche wurde am 22. Juni 1962, wenige Jahre nach ihrer Übertragung an die Diözese Chiavari (1959), durch Papst Johannes XXIII. zur Basilica minor erhoben.

## Architektur

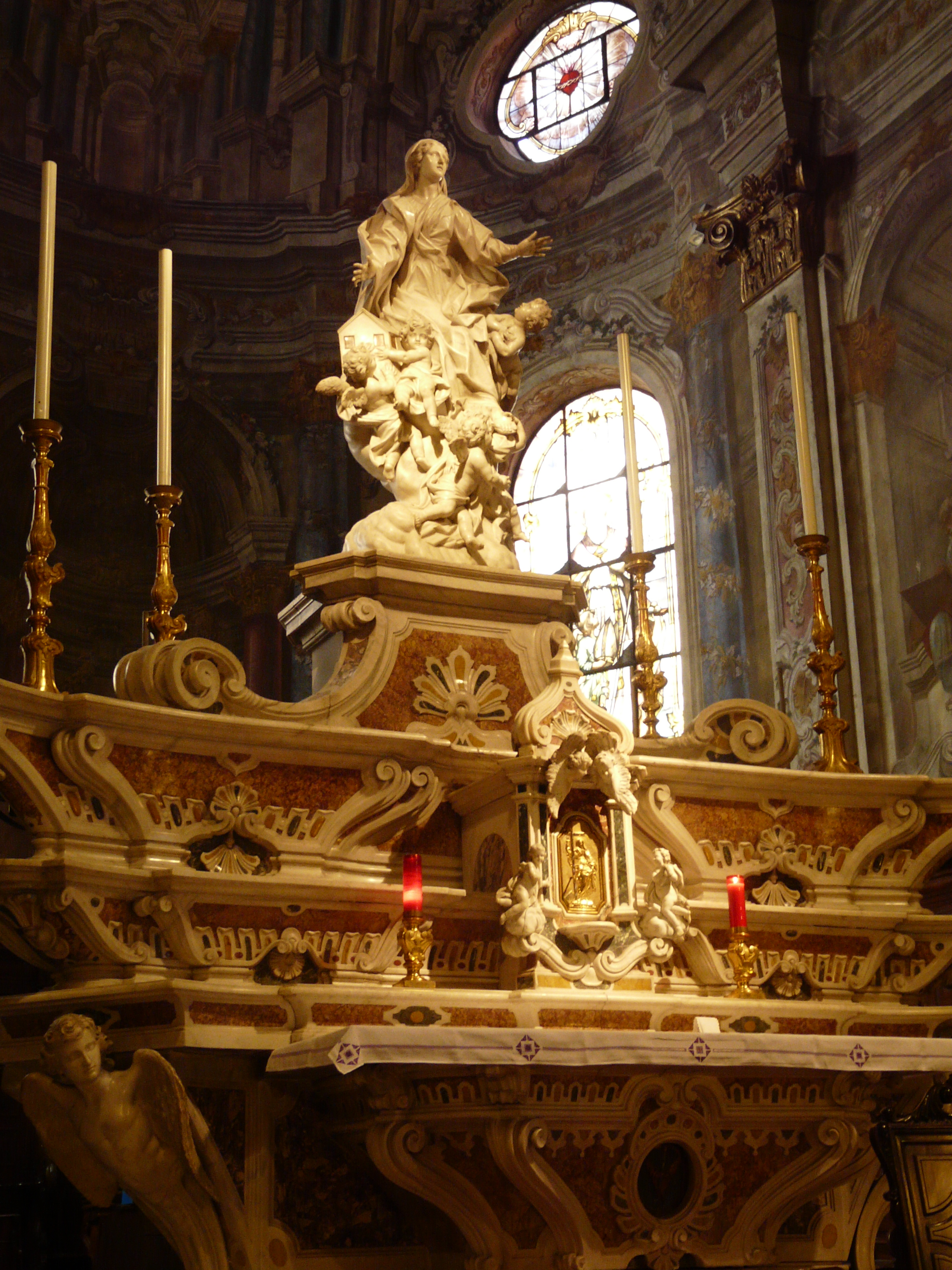
Hochaltar

Die Fassade wurde zwischen 1837 und 1840 nach den Plänen des Architekten Giambattista Prato im klassizistischen Stil vollkommen umgestaltet. Von der ursprünglichen Fassade aus dem 17. Jahrhundert sind die beiden Glockentürme an den Seiten erhalten geblieben, die jedoch auch Verzierungen aus dem 19. Jahrhundert aufweisen; am Portal befindet sich eine Marmorstatue der Madonna mit Kind. Die dreischiffige Basilika ist durch quadratische Säulen mit Pilastern gegliedert, auf denen Rundbögen ruhen. Das Hauptschiff ist einem Tonnengewölbe mit Lünettenfenstern bedeckt. Der tiefe, um drei Stufen erhöhte Chor schließt mit einer halbrunden Apsis. In den Seitenschiffen befinden sich mehrere Seitenkapellen mit kleinen Kreuzgewölben.

## Ausstattung
Die umfangreichen Dekorationen mit vielen malerischen und skulpturalen Elementen stammen aus dem 18. und 19. Jahrhundert. Der Hochaltar aus polychromem Marmor stammt aus dem Jahr 1762 und zeigt eine Skulpturengruppe, die die Jungfrau mit Putten darstellt, die das Heilige Haus von Nazareth stützen; sowohl der Altar als auch die Marmorstatue sind ein Werk des Bildhauers Francesco Maria Schiaffino. Die Gewölbefresken im Kirchenschiff sind ein Werk des Malers Lazzaro De Maestri aus dem Jahr 1893. Im zweiten Altar des rechten Seitenschiffs befindet sich das Gemälde Martyrium der hl. Katharina von Alexandria von Castellino Castello; im Chor und in der Apsis befinden sich Werke von Rocco Costa und Giuseppe Galeotti.
In der Kapelle auf der linken Seite des Kirchenschiffs befindet sich das hölzerne Kruzifix aus dem 12. Jahrhundert, das aus der ehemaligen Pfarrkirche San Nicolò dell’Isola stammt. Der Volksmund nennt es Santo Cristo genannt und erzählt, dass das Kruzifix vom Meer nach Sestri Levante gebracht, in die Kirche von Isola gebracht und 1616 hier im Chor aufgestellt worden sei. Es wurde zwischen 1690 und 1700 in die Sakristei verlegt, wo sie aufgrund eines von der Bevölkerung als erstaunlich angesehenen Ereignisses (der Legende nach „öffnete das Antlitz Christi seine Augen wie eine lebendige Person“) vor dem drohenden Brand bewahrt wurde. Die Ikone, die heute von den Einwohnern von Sexten wegen ihrer angeblichen Wunder und ihres Schutzes bei verschiedenen unglücklichen Ereignissen wie Dürren, Cholera und Stürmen verehrt wird, wurde 1725 feierlich zur öffentlichen Verehrung ausgestellt und am gleichnamigen Altar angebracht, der 1785 errichtet wurde. Am 2. Oktober 1902 stimmte Papst Leo XIII. der Krönung zu, die am 13. September 1903 in Anwesenheit des künftigen Kardinalstaatssekretärs Domenico Ferrata stattfand.

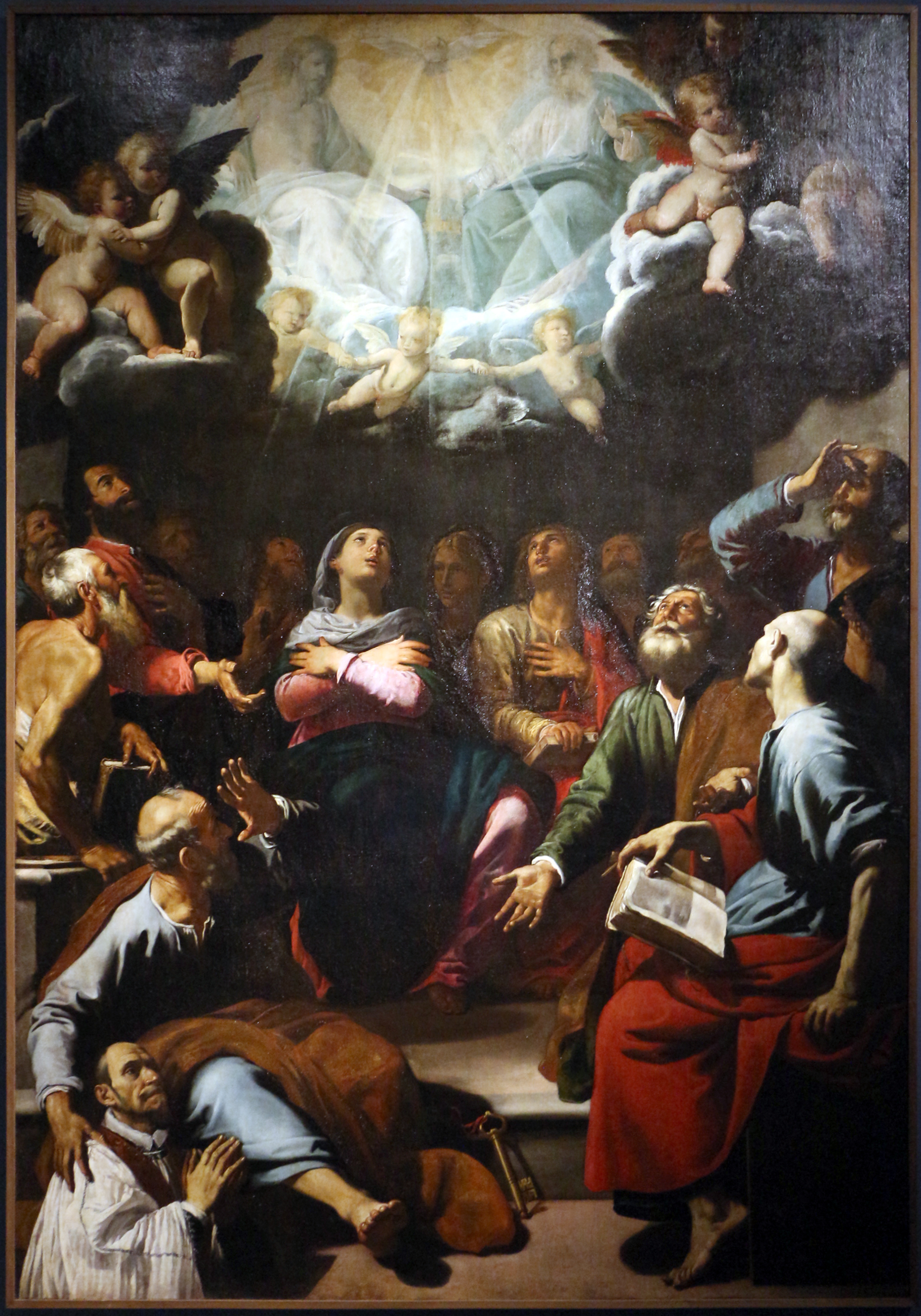
Pfingstdarstellung von Domenico Fiasella

Im linken Seitenschiff sind weitere Gemälde und Skulpturen zu sehen, wie die Holzgruppe mit der Darstellung der Kreuzabnahme aus dem 18. Jahrhundert, die Pfingstdarstellung von Domenico Fiasella, der Tod des hl. Josef von Orazio De Ferrari aus dem Jahr 1654, die Madonna del Carmine und die hln. Laurentius und Johannes der Täufer des Malers Lazzaro Tavarone.